# Citronelle
Citronelle és una ciutat del Comtat de Mobile a l'estat d'Alabama (Estats Units d'Amèrica).

## Demografia
Segons el cens del 2000, Citronelle tenia 3.659 habitants, 1.318 habitatges, i 1.009 famílies. La densitat de població era de 57,9 habitants/km².
Dels 1.318 habitatges en un 38,3% hi vivien nens de menys de 18 anys, en un 57,2% hi vivien parelles casades, en un 15% dones solteres, i en un 23,4% no eren unitats familiars. En el 22,3% dels habitatges hi vivien persones soles el 10,8% de les quals corresponia a persones de 65 anys o més que vivien soles. El nombre mitjà de persones vivint en cada habitatge era de 2,73 i el nombre mitjà de persones que vivien en cada família era de 3,19.
Per edats la població es repartia de la següent manera: un 28,3% tenia menys de 18 anys, un 9,9% entre 18 i 24, un 26,9% entre 25 i 44, un 21,7% de 45 a 60 i un 13,1% 65 anys o més.
L'edat mediana era de 35 anys. Per cada 100 dones hi havia 90,9 homes. Per cada 100 dones de 18 o més anys hi havia 87,7 homes.
La renda mediana per habitatge era de 31.739 $ i la renda mediana per família de 39.922 $. Els homes tenien una renda mediana de 32.200 $ mentre que les dones 19.702 $. La renda per capita de la població era de 16.455 $. Aproximadament el 12% de les famílies i el 15,4% de la població estaven per davall del llindar de pobresa.

## Poblacions properes
El següent diagrama mostra les poblacions més properes.